# Marianne Manasse
Marianne Manasse (* 15. Mai 1911 in Breslau; † 15. Januar 1984 in Durham, North Carolina) war eine aus Deutschland emigrierte Kunsthistorikerin, Deutschlehrerin an einem Schwarzen College und Malerin.

## Auf der Flucht vor den rassistischen Verfolgungen in Europa
Marianne Manasse wurde in Breslau im Jahre 1911 geboren. Ihre Eltern waren Otto Bernhard und seine Frau Louise Lili (geborene Guttentag). Die Eltern zogen mit den Kindern nach Berlin, wo Marianne „lived there, except for brief study periods in France, Freiburg and Vienna, until Jews were no longer allowed to attend universities in Germany“. Etwas differenzierter wird ihre Studienzeit und die erste Phase ihrer Emigration von Christoph E. Schweitzer dargestellt: „Because of Hitler’s rise to power she could not complete her studies in Germany. For a while her parents were able to support her while studying in France, but when that was no longer possible, Marianne returned to Berlin. From there she obtained a position at the Landschulheim as a teacher of French and art, and as counselor to female students.“ Am hier angesprochenen Landschulheim Florenz war seit dem 1. November 1935 bereits ihr späterer Ehemann Ernst Moritz Manasse tätig und unterrichtete hier Latein und Griechisch, sowie Deutsch, Philosophie, Kunstgeschichte und Altertumskunde. Ob das „Frl. Bernhard“, wie Ernst Moritz Manasse sie noch in einem Brief vom 3. Mai 1936 an seinen Freund Paul Oskar Kristeller bezeichnet, bereits vor ihm an der Schule war oder erst Anfang 1936 dort hinkam, ist nicht klar. Doch scheint zwischen beiden schnell eine enge Verbindung entstanden zu sein, die vor allem für Ernst Moritz Manasse sehr hilfreich war: „Her natural talent as well as her pedagogical training helped her in these assignments, and she helped her husband with his approach to teaching on an elementary level for which his studies had not prepared him.“ Ein Ehepaar, wie hier schon angedeutet, wurden die beiden am 21. Mai 1936, als sie in Florenz heirateten.
Trotz der in dem zuvor schon erwähnten Brief an Kristeller angesprochenen Kontroversen mit dem Ehepaar Kempner, scheinen sich die Mannasses das Jahr 1936 über in Florenz und an der Schule recht wohl gefühlt zu haben. Allerdings suchte Ernst Moritz Manasse weiterhin nach beruflichen Alternativen, bevorzugt in den USA. 1937 jedoch endete die Phase relativer Ruhe für die beiden: Sie hatten der Schulleitung im Frühjahr 1937 mitgeteilt, dass Marianne schwanger sei. Die Schulleitung kündigte ihr darauf sofort und schlug Manasse vor, wie früher wieder extern zu wohnen, aber weiterhin als Lehrer tätig zu bleiben. Die Situation eskalierte und zog auch Manasses Kündigung nach sich. Laut Ubbens habe die Begründung der Schulleitung für Marianne Manasses Kündigung gelautet, dass den Schülern eine schwangere Lehrerin nicht zugemutet werden könne. Schweitzer stellt die Kündigung zusätzlich noch in den Kontext einer geänderten Schulpolitik durch das Direktorium des Landschulheims: „The directors at that time, who had turned the goals of the school away from the humanities toward pragmatic goals, used the news to dismiss her and, for all practical purposes, him too since his salary would not support a family of three.“
Auf die von den Manasses erhobene Klage wegen ihrer Kündigung reagierte Robert Kempner mit einer Diffamierungskampagne und hob die Verdienste der beiden Schuldirektoren (neben ihm noch Werner Peiser) für die Emigranten hervor, denen sie unterstellten, vielfach zu schwach für die eigene Existenzsicherung zu sein. Kempner scheute auch nicht davor zurück, die noch in Deutschland lebenden Eltern Bernhard in den Konflikt mit hinein zu ziehen, unterstellte erhebliche Mängel im schulischen Alltag, berief sich auf seine Erfahrungen in Personaldingen aufgrund seiner früheren Tätigkeit als preußischer Ministerialbeamter und drohte indirekt schlechte Arbeitszeugnisse an. Doch den juristischen Sieg trug mit Hilfe eines italienischen Anwalts das Ehepaar Manasse davon. Anfang November 1937, kurz vor der Geburt ihres Sohnes Georg, wurde ihnen eine Entschädigungszahlung zugestanden und die Schule stellte ihnen ein positives Arbeitszeugnis aus.
Vermutlich stand in dieser Situation tatsächlich die berufliche Zukunft von Ernst Moritz im Vordergrund, da Marianne zu der Zeit noch nicht auf ein abgeschlossenes Studium verweisen konnte. Es folgte ein weiteres Jahr Italien, das Ernst Moritz für Bewerbungen in England und den USA nutzte, und das ihnen auch einen Gefängnisaufenthalt bescherte: „Ernst, Marianne, and their three-month-old son George were put in prison in connection with Hitler’s visit to various Italian cities, among them Florence.“ Im Juli 1938 verließen die Manasses Florenz und zogen nach Lana ins „Alpine Schulheim am Vigiljoch / Scuola alpine die Monte San Vigilio“, wo inzwischen Wolfgang Wasow, der ebenfalls im Streit mit Kempner das Landschulheim Florenz verlassen hatte, und Gabrielle Bernhard, Marianne Manasses Schwester, lebten und arbeiteten. Es war nur noch eine Zwischenstation vor der endgültigen Ausreise aus Europa: „Shortly afterwards, they were expelled from Italy altogether, and while Marianne and their son managed to get to Brazil, Ernst was able to obtain a visitor’s visa to the US with the help of an uncle who lived in Chicago.“
Ernst Moritz Manasse musste nach seiner Ankunft in den USA einige erfolglose Bewerbungen durchstehen, bevor er mit Hilfe seines Freundes Ernst Abrahamsohn am 26. September 1939 eine zunächst auf ein Jahr befristete Stelle als Instructor am „North Carolina College for Negroes“ (der heutigen North Carolina Central University, kurz NCCU) in Durham antreten konnte. Marianne Manasse hatte für sich und ihren Sohn am 17. Oktober 1938 ein Visum für Brasilien erhalten und konnte sich am darauffolgenden Tag von Livorno aus einschiffen. Sie reisten nach Rolândia, wo die Schwester von Ernst Moritz, Käte, und ihr Mann, Heinrich Kaphan, eine Kaffeeplantage betrieben. Auf dieser Plantage fand 1940 auch Manasses Mutter eine neue Heimat.

## Zuflucht in den USA in einer Institution der Rassentrennung
Mit seiner Anstellung in Durham hatte Ernst Moritz Manasse die Voraussetzungen geschaffen, dass seine Frau und sein Sohn Georg nachziehen konnten. Sie reisten im Dezember 1939 in die USA ein. Zwei Jahre später wird der zweite Sohn, Gabriel, geboren. Im Herbst 1944 beantragte Ernst Moritz die amerikanische Staatsbürgerschaft.

Ernst Moritz Manasse war Angestellter eines „Black College“ geworden, geschaffen ausschließlich für schwarze Studenten und ohne Bezüge zur weißen Umwelt. Alleine in North Carolina gab es elf solcher Einrichtungen, wobei die NCCU, gegründet 1910, noch die jüngste davon war. Ernst Moritz Manasse hat in seinem Interview mit Edgcomb deutlich gemacht, was es heißt in einer Gesellschaft mit strikter Rassentrennung zu leben, und wo er und seine Familie, selber rassistisch Verfolgte, nun sich dem rassistischen Verfolgungswahn der weißen Mehrheitsgesellschaft zu widersetzten versuchten, die keine Kontakte zwischen Weißen und Schwarzen duldete. Sein Sohn hat dort ergänzt, wie gerade auch seine Mutter sich über den alltäglichen Rassismus hinwegzusetzen versuchte. 

„I remember very vividly an incident when I was with my mother on the bus. A pregnant black lady got on the bus and in those days blacks sat from the back forward and the whites from front backward. And we were close to the place where those came together and there really were no other seats. And my mother – we had been in separate seats – picked me up and put me in her lap so that the black pregnant lady could sit down, which she did, at which point the bus driver stopped the bus and threw us off.“

Dies geschah Ende der 1940er Jahre, Gabriel Manasse war zu dem Zeitpunkt noch keine zehn Jahre alt, seine Mutter Ende dreißig. Für ihn zeigt dieses Ereignis: 

„Well, my mother was, in a certain sense, always a fighter. I mean she was angry and self-righteous. She was right, but – but in a battle that at that point of history could not be won.“

Wenige Jahre vorher, am Sonntag, dem 12. März 1944, dem Jahr, in dem Ernst Moritz Manasse die amerikanische Staatsbürgerschaft beantragte, fand in Durham ein denkwürdiges Ereignis statt: The Secret Game. Es war das erste gemischtrassische Basketballspiel im Süden der USA, und es fand unter strengster Geheimhaltung statt. Auf dem Platz standen sich zwei Mannschaften aus Durham gegenüber: das weiße Team der Duke University und das schwarze Team der North Carolina Central University. Erst am 31. März 1996 wurde dieses Spiel, das „has become symbolic of how resistance to Jim Crow occurred outside the traditional civil rights movement“, einer breiten Öffentlichkeit bekannt. Scott Ellsworth, ein Historiker und Duke-Absolvent schrieb darüber einen Artikel in der New York Times. In einem Artikel für das Campus Magazin „Duke Magazine“ geht Scott Ellsworth auf einige Randbedingungen dieses Spiels ein und berichtet: 

„But even in those Jim Crow-choked days, there were members of the Duke community who envisioned a different kind of racial future for the country. Some dreamed of a time when the South’s system of racial apartheid would be erased. Others, however, had begun to act. In an apartment just off East Campus, a small number of Duke professors had begun to meet with their counterparts at the North Carolina College – that is, until the Durham Klan found out and threatened to torch the building. A handful of Duke students, members of the campus Y.M.C.A. chapter, went even further. Hiding in the backseats of their cars, they drove over to North Carolina College, where they held clandestine, racially integrated prayer meetings. It was out of these daring violations of Jim Crow that the idea for the Secret Game was hatched.“

Es ist nicht sicher, ob das Ehepaar Manasses zu den „counterparts at the North Carolina College“ gehörte oder anderweitig in einem direkten Bezug zu diesem historischen Basketballspiel gestanden hat. Fakt aber ist, dass Ellsworth ihnen mehrere Abschnitte in seinem Buch gewidmet hat. In einem Post des Leo-Baeck-Institute auf Facebook heißt es dazu: „Though not directly related to the 1944 basketball game that day, they were important figures in the movement towards integration in North Carolina and two chapters are devoted to discussing their roles and experiences in North Carolina at this time.“
Marianne Manasse hat, wie Schweitzer nahelegt, offenbar bald schon nach ihrer Ankunft in Durham begonnen, als Lehrerin an der North Carolina State University zu unterrichten. Nachdem ihre beiden Kinder das Schulalter erreicht hatten, nahm sie selber, die ja in Europa ihr Studium nicht hatte abschließen können, noch einmal ein Studium auf. An der University of North Carolina at Chapel Hill erwarb sie einen Bachelor-Abschluss in Kunstgeschichte. An der Duke University folgte dann einige Jahre später ein Master-Abschluss in Comparative literature. Irgendwann in dieser Zeit wurde sie dann Deutschlehrerin an der NCCU. Ende November 1955 scheint sie sich um die Mitgliedschaft in der Altersversorgung der NCCU bemüht zu haben, und im Mai 1959 stellt der „Chairman Germanic Languages and Literature“ ihr in einem Schreiben an den Dekan ein sehr wohlwollendes Arbeitszeugnis für die letzten beiden Jahre aus. Weitere Dokumente lassen den Schluss zu, dass Marianne Manasse zumindest die kompletten 1950er Jahre über nur befristete Verträge von der NCCU angeboten bekommen hat.

Unabhängig von dem lange Zeit ungeklärten beruflichen Status: Marianne Manasse war eine engagierte Lehrerin, die sich für ihre schwarzen Studenten einsetzte – wie ihr Sohn Gabriel rückblickend meint, auch in einer nicht immer akzeptablen Weise: 

„My Mother was and became increasingly, as she aged, pro-black, but pro-black in ways I’m not sure were always in their best interests if one looks in a longer scale. She wanted to be nice to the students and tended to give them perhaps better grades than they might have earned. She was I think quite popular with the coaches, the sports teams who always wanted their students – their athletes to go into her classes because they would almost invariably pass if they appeared.“

Familiäre Konflikte waren aufgrund dieses Verhaltens nicht immer zu vermeiden, da ihr Mann als Leiter der Abteilung für Latein, Griechisch, Deutsch und Philosophie zugleich auch ihr Vorgesetzter war. Laut seinem Sohn hat er lange Zeit versucht, Deutsch als Fach aus seiner Abteilung auszugliedern, was ihm aber nie gelungen ist. Dennoch geht Gabriel Manasse davon aus, dass seine Eltern „were quite happy at the institution“, und dass insbesondere seine Mutter in so viele Dinge involviert war, dass sie nie danran dachte, Durham, wo sie 1984 gestorben ist, zu verlassen. Kurz vor ihrem Tod hat Marianne Manasse in einem Interview für einen Artikel über sie über die harte Reise berichtet, die sie aus Europa in die Sicherheit von Durham geführt hat. Sie berichtete von der Hilfe, die ihr bei ihrer Flucht zuteilwurde und den vielen Brücken, die ihr gebaut worden waren. Norman E. Pendergraft, der Direktor der des „NCCU Art Museum“, griff dieses Zitat 1989 bei einer Feier zur Übergabe eines Gemäldes von Marianne Manasse an das Museum auf und erklärte: „We are fortunate that those bridges led her and her family to Durham.“

## Die Malerin
Wenig ist bekannt über die Beziehungen der beiden Bernhard-Schwestern Marianne und die zwei Jahre jüngere Gabrielle. Beide waren 1937 am Landschulheim Florenz tätig, und beide haben dort ihre Ehemänner kennengelernt. Während die Ehe von Marianne und Ernst Moritz Manasse ein Leben lang Bestand hatte, wurde die Ehe zwischen Gabrielle und Wolfgang Wasow 1980 geschieden. Gabrielle Wasow heiratete danach den Künstler Klaus Brill, begann eine Karriere als Malerin und engagierte sich in der Obdachlosenbewegung an der Westküste. „Artists Gabrielle & Klaus Brill have been longtime champions of homeless advocacy.“, heißt es anlässlich einer Ausstellungseröffnung im April 2014, und die Familie Brill stiftete alle bei dieser Ausstellung erzielten Erlöse einer Obdachlosen-Initiative. Dem korrespondiert sowohl Marianne Manasses soziales Engagement für die Rechte der Schwarzen, wie auch ihre Künstlerkarriere, deren Beginn nicht bekannt ist. 1948 muss sie jedoch bereits eine versierte Malerin gewesen sein, wie das in diesem Jahr entstandene Porträt Hertha Sponer zeigt. Insofern dürfte wohl Schweitzers Aussage von der späten Malerinnenkarriere, „Late in life she also had many productive years as a painter.“, nicht zutreffend sein.
Über ihre Bilder aus direkter Anschauung zu schreiben, ist nur schwer möglich. Nur wenige sind über das Internet zugänglich, die meisten hängen im Museum der North Carolina Central University und in privaten Sammlungen. Die nachfolgenden Einschätzungen von Manasses Malerei folgen deshalb einem Vortrag von Norman E. Pendergraft, dem Direktor des „NCCU Art Museum“. Für ihn sind Manasses frühe Arbeiten noch stark von den deutschen Expressionisten beeinflusst, und ihre frühen Landschaftsbilder sieht er in stilistischer Nähe zu Oskar Kokoschka. Menschliche und tierische Formen in den frühen Gemälden erscheinen ihm in der Form verzerrt (als ob sie auf geistige und körperliche Qualen in Folge von Folterungen hinweisen wollten) und geprägt von schrillen Farben, wenig naturalistisch oder gegenständlich also. Neben Kokoschka scheinem ihm für diesen Stil im besonderen Maße Ernst Ludwig Kirchner und Emil Nolde, beide Mitglieder der Künstlergruppe Die Brücke, starke Quellen der Inspiration und des Lernen für Marianne Manasse gewesen zu sein. Hinzu kommen Einflüsse von Pablo Picasso und Henri Matisse, was von Marianne Manasse zu einem ausdrucksstarken und befriedigenden persönlichen Malstil verbunden wurde.
Manasse Spätwerk, nach Pendergraft die Arbeiten aus den 1970er und 1980er Jahren, unterscheiden sich in Technik und Gefühl von ihren frühen Arbeiten. Entscheidend scheint ihm, dass sich die Künstlerin inzwischen örtlich und zeitlich weit vom Alptraum der Hitlerjahre entfernt hat, was es ihr erlaubt, in ihrem Werk eine Vision von glücklicheren Zeiten zu entwickeln. Sie gestattet es sich selber, auf die Freuden des Lebens zu fokussieren und diese zum Ausdruck zu bringen. Der Expressionismus prägt noch immer ihre Arbeit, aber er wird einer glücklicheren Erzählung unterworfen und nun zusätzlich geprägt von einer veränderten Technik, einer Mischtechnik aus Collage und Malerei. Pendergraft stellt in diesem Kontext besonders das Bild „Fairy Tale: Grim and Not so Grim“ heraus, in dem er nicht nur den Ausdruck einer glücklichen Kindheit in Erinnerung gerufen sieht, sondern auch die glücklichen und humorvollen Momente auf dem Weg in ein neues Zuhause. Für Pendergraft sind es Werke, die von außergewöhnlichen Reisen und sicherer Ankunft sprechen; er vergleicht sie mit Bilderhandschriften („illuminated manuscripts“), die zugleich eindeutige visuelle Statements von Marianne Manasse seien. Im Internet lässt sich diese Collagetechnik am ehesten noch an ihrem Bild „Farm Workers on the Back of a Truck“ erkennen, während das 1948 entstandene Porträt von Hertha Sponer eindeutig einer früheren Malperiode zuzurechnen ist.
Pendergraft zitiert abschließend aus einem Nachruf auf Marianne Manasse im „Durham Morning Herald“ vom 27. Januar 1984, in dem es hieß: „Most of us leave only our children as a mark on this earth, but artists have special opportunities. When they make marks with paint that someone else finds pleasing or treasures, their presence transcends the finality of death. Marianne Manasse’s spirit lives in her paintings.“
Aus einem kurzen Nachruf im „Duke Magazine“ geht hervor, dass Marianne Manasses längere Zeit schon krank gewesen ist. Gleichwohl gab es kurz vor ihrem Tod noch Ausstellungen an der Duke University im „Durham Arts Council“.

## Werke
Im Internet sind nur wenige Bilder von Marianne Manasse einsehbar:
- Das Porträt Hertha Sponer ziert die Titelseite des Buchs Marie-Ann Maushart: Hertha Sponer: A Women’s Life as a Physicist in the 20th Century, ISBN 978-1-46533-804-4.
- Farm Workers on the Back of a Truck[39]

Ihre Kunstwerke befinden sich im Museum der North Carolina Central University, einige Bilder auch in der Duke University und in privaten Sammlungen.